# Johannes Ludwig Janson

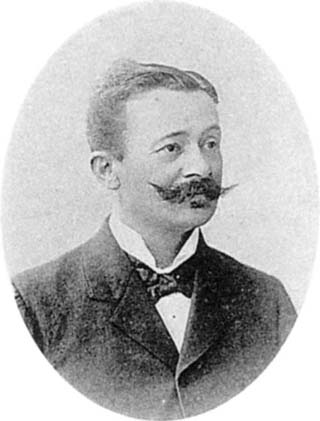
Johannes Ludwig Janson

Jansons Büste in der Universität Tokio. Werk von Ōkuma Ujihiro (1856–1934)

Johannes Ludwig Janson (* 1. September 1849 in Prieborn, Landkreis Strehlen bei Breslau; † 28. Oktober 1914 in Kagoshima, Japan) war ein Veterinärmediziner, der als „Kontraktausländer“ (o-yatoi gaikokujin) der einen entscheidenden Anteil am Aufbau der modernen Veterinärmedizin in Japan hatte.

## Leben
Nach dem Abitur nahm Janson 1866 ein Studium der Tiermedizin an der Universität Berlin auf, wo er 1869 sein Staatsexamen machte, um kurz darauf als Veterinär am Deutsch-Französischen Krieg teilzunehmen. Nach diversen Stellen als Tierarzt erhielt er 1880 eine Stelle als Repetitor an der Militär-Veterinärakademie in Berlin.
1880 reiste er auf ein Angebot der japanischen Regierung nach Tokio, wo er vom Oktober 1880 bis Oktober 1886 an der Landwirtschaftsschule Komaba (Komaba Nōgyō-gakkō) Veterinärmedizin lehrte. Aus dieser Schule ging später die Fakultät für Landwirtschaft und Forstwesen der Universität Tokio hervor. Während die auf zwei bis drei Jahre ausgelegten Verträge der hochbezahlten Ausländer nur selten verlängert wurden, blieb Janson bis 1902 eingestellt. Bei seinen Zeitgenossen hinterließ er auch als Tänzer auf Banketten der berühmten Rokumeikan einen nachhaltigen Eindruck. Als nach mehrfacher Verlängerung seine Anstellung schließlich endete, erhielt er den Titel eines Professor emeritus (meiyo kyōshi). Zugleich wurde eine Büste in Bronze gegossen, die noch heute erhalten ist.
Janson reiste nach Deutschland zurück, zog aber nach einigen Jahren erneut nach Japan. Zunächst unterrichtete er an der Hochschule für Landwirtschaft und Forstwesen in Morioka (Präfektur Iwate). 1907 wurde er Lehrer für Deutsch und Latein an der sechs Jahre zuvor gegründeten Oberschule Nr. 7 in Kagoshima, der Heimat seiner Frau. Hier starb er 1914 zwei Monate nach der Kriegserklärung Japans an Deutschland und wurde auf dem Friedhof Sōmuta (草牟田) beigesetzt.

## Schriften
- mit H. Tokishige: Filaria immitis und andere bei Hunden in Japan vorkommende Parasiten. In: Mittheilungen der Deutschen Gesellschaft für Natur- und Völkerkunde Ostasiens. Band V, Heft 48, 1889–1892, S. 349–360.
- Das Veterinär-Institut zu Tokio. In: Mittheilungen der Deutschen Gesellschaft für Natur- und Völkerkunde Ostasiens. Band V, Heft 49, 1889–1892, S. 395–423.
- Die Bedeutung weisser Thiere in Japan. In: Mittheilungen der Deutschen Gesellschaft für Natur- und Völkerkunde Ostasiens. Band V, Heft 49, 1889–1892, S. 431–434.
- Tierheilkunde in Japan. In: Archiv für wissenschaftliche und praktische Tierheilkunde. Band 17, 1891, S. 61–80.
- Chinesisch-Japanische Veterinärmedizinische Literatur. In: Archiv für wissenschaftliche und praktische Tierheilkunde. Band 17, 1891, S. 347–357.
- Filaria immitis und andere bei Hunden in Japan vorkommende Parasiten. In: Archiv für wissenschaftliche und praktische Tierheilkunde. Band 18, 1892, S. 63–79.
- Haustiere in Japan. In: Archiv für wissenschaftliche und praktische Tierheilkunde. Band. 18, 1892, S. 321–335 und S. 434–446.
- Unter Jansons Revision herausgegeben: Kachiku ihan (Medizinischer Leitfaden für Haustiere). 16 Bände, Tokio 1887–1890. (家畜医範, Digitalisat, National Diet Library)